# Final Cut Studio
Final Cut Studio是一款專業的視訊和音訊製作套裝軟體，由蘋果公司在Mac OS X平台上推出。在進階電影製作產業中，此軟體是Avid Media Composer的直接競爭者。Final Cut Studio的傳統盒裝版本現在僅能以電話向蘋果公司訂購，無法在網路或零售商店購買。Final Cut Studio在2011年停產，而其中的三個獨立主要應用程式－Final Cut Pro X、Motion，和Compressor則持續的推出更新版本，並可透過Mac App Store購買。

## 元件
Final Cut Studio 3包含了六個主要應用程式，以及數個剪輯影片使用的小型應用程式。主要的應用程式為：
- Final Cut Pro 7 –「可即時剪輯DV、標準畫質和高畫質影片」
- Motion 4 – 「即時的圖像設計」
- Soundtrack Pro 3 – 「進階的音訊編輯和聲音設計」
- DVD Studio Pro 4 – 「編碼、製作和燒錄」
- Color 1.5 – 一款顏色校調軟體，是由Silicon Color公司的FinalTouch修改而成
- Compressor 3.5 –  一個影片編碼工具，可將計畫輸出成多種格式

包含的額外應用程式為：
- Cinema Tools 4.5 – 影片處理軟體
- Qmaster 3 – 發佈處理軟體

## 歷史
Final Cut Studio在2005年4月由全美廣播事業者聯盟的活動上首次公開。其作為Production Suite的後繼軟體，加入了Production Suite中所有軟體的最新版本，此外也包含了「新」軟體Soundtrack Pro。Soundtrack Pro實質上是Final Cut Pro中Soundtrack軟體的新版本。2006年1月開始，Final Cut Studio中的所有主要軟體皆不提供獨立販售，必須購買完整套裝軟體才能取得。2006年3月，蘋果推出了Universal Binary版本的Final Cut Studio。
Production Suite曾是蘋果推出的一款套裝軟體，主要用在數位影片剪輯。Production Suite包含了 Final Cut Pro HD、DVD Studio Pro 3和Apple Motion。該套軟體在2004年8月推出，而其中包含的軟體已在先前於2004年4月的全美廣播事業者聯盟活動上公開發表。

### 版本歷史
| 日期       | 發行內容 |
| 1999年     | Final Cut Pro |
| 2001年     | DVD Studio Pro |
| 2001年3月  | Final Cut Pro 2 |
| 2001年12月 | Final Cut Pro 3 |
| 2002年4月  | Cinema Tools |
| 2002年     | DVD Studio Pro 1.5                                                                                                 |
| 2003年     | Final Cut Pro 4、DVD Studio Pro 2、LiveType、Soundtrack、Compressor                                                |
| 2004年     | Final Cut Pro HD、DVD Studio Pro 3、Motion、LiveType 1.2、Soundtrack 1.2、Compressor 1.2                           |
| 2004年8月  | Production Suite                                                                                                   |
| 2005年     | Final Cut Studio：Final Cut Pro 5、DVD Studio Pro 4、Motion 2、LiveType 2、Soundtrack Pro</ref>、Compressor 2      |
| 2006年3月  | Final Cut Studio推出Universal應用程式版本。                                                                        |
| 2007年     | Final Cut Studio 2：Final Cut Pro 6、DVD Studio Pro 4、Motion 3、LiveType 2、Soundtrack Pro 2、Color、Compressor 3 |
| 2009年7月  | Final Cut Studio：Final Cut Pro 7、DVD Studio Pro 4、Motion 4、Soundtrack Pro 3、Color 1.5、Compressor 3.5         |
| 2011年7月  | Final Cut Pro X、Motion 5、Compressor 4                                                                            |

## 行銷
Final Cut Studio被定位為整合型的製片作業流程系統，這是由於其結合了整套的視訊影片、動態圖像和音訊後製工具。套裝中個別軟體的功能定位與蘋果公司針對一般消費者推出的iLife類似，例如iMovie是一般消費者版本的Final Cut Pro；GarageBand是消費者版本的Logic Pro；iDVD則是簡化版的DVD Studio Pro等。而如同Motion的特色功能一般，iMovie中包含了Core Image特效，可即時套用在影片中。

## 整合
Final Cut Studio中的各個軟體被設計成能互相整合，形成一個工作流程。
- Final Cut Pro的影片能輸出至Soundtrack Pro中進行音訊編輯或配樂
- Final Cut Pro的影片能傳送至Compressor來壓縮編碼為其他格式
- Final Cut Pro的影片能輸出至Motion進行動態圖像製作，也可輸出至LiveType以製作標題文字特效
- LiveType的計畫檔案能在Final Cut Pro中開啟，不需輸出或轉換格式
- Motion的計畫檔案能套用至DVD Studio Pro的選單設計中，不需輸出或轉換格式
- LiveType中的LiveFonts可在Motion中使用

## 資料來源
1. ↑   (新闻稿). Apple. 2001-03-14  [2016-03-19]. （原始内容存档于2010-07-15）.
2. ↑   (新闻稿). Apple. 2001  [2016-03-19]. （原始内容存档于2010-07-15）.
3. ↑   (新闻稿). Apple. 2002-04-05  [2016-03-19]. （原始内容存档于2011-06-09）.
4. ↑   (新闻稿). Apple. 2002-04-05  [2016-03-19]. （原始内容存档于2009-01-13）.
5. ↑   (新闻稿). Apple. 2003-04-06  [2016-03-19]. （原始内容存档于2011-06-09）.
6. ↑   (新闻稿). Apple. 2003-04-06  [2016-03-19]. （原始内容存档于2011-03-30）.
7. ↑   (新闻稿). Apple. 2004-04-18  [2016-03-19]. （原始内容存档于2011-05-01）.
8. ↑   (新闻稿). 2004-04-18  [2016-03-19]. （原始内容存档于2011-05-01）.
9. ↑   (新闻稿). 2004-04-18  [2016-03-19]. （原始内容存档于2011-05-01）.
10. ↑   (新闻稿). 2004-08-10  [2016-03-19]. （原始内容存档于2011-06-09）.
11. ↑   (新闻稿). 2005-04-17  [2016-03-19]. （原始内容存档于2011-06-09）.
12. ↑   (新闻稿). 2005-04-17  [2016-03-19]. （原始内容存档于2011-06-08）.
13. ↑   (新闻稿). 2006-03-30  [2016-03-19]. （原始内容存档于2011-05-15）.
14. ↑   (新闻稿). 2007-04-15  [2016-03-19]. （原始内容存档于2011-05-15）.
15. ↑   (新闻稿). 2009-07-23  [2016-03-19]. （原始内容存档于2011-03-29）.

## 外部連結
- Final Cut Studio官方網站（页面存档备份，存于）